# Ameropterus delicatulus
Ameropterus delicatulus is een insect uit de familie van de vlinderhaften (Ascalaphidae), die tot de orde netvleugeligen (Neuroptera) behoort. 
Ameropterus delicatulus is voor het eerst wetenschappelijk beschreven door McLachlan in 1871.